# Cleptometopus lepturoides
Cleptometopus lepturoides là một loài bọ cánh cứng trong họ Cerambycidae.